# Didelphis imperfecta
Espèce
Synonymes
- Didelphis albiventris imperfecta[2]

Répartition géographique
Statut de conservation UICN

 LC  : Préoccupation mineure
Didelphis imperfecta, aussi appelé pian à oreilles blanches est une espèce d'opossums de la famille des Didelphidae. 

## Description
Didelphis imperfecta est un un opossum arboricole d'assez grande taille. Il ressemble beaucoup au pian à oreille noire (Didelphis marsupialis), mais peu s'en distinguer par une fourrure plus dense, un manchon de poils étendu sur la queue, ainsi que la présence de blanc à la base et à l'extrémité des oreilles. 

## Répartition
Didelphis imperfecta est endémique du plateau des Guyanes, il se rencontre au Venezuela (au sud de l'Orénoque), dans le Sud-Ouest du Surinam, en Guyane française et dans le Nord du Brésil. C'est l'espèce du genre Didelphis possédant la plus petite aire de répartition. 